# Predator: Soon the Hunt Will Begin
Predator: Soon the Hunt Will Begin (рус. Хищник: Скоро охота начнётся) — видеоигра, разработанная компанией Software Studios и изданная компанией Activision в 1989 году. Игра является портом оригинальной игры для NES и MSX, но ничего с ней общего не имеет.

## Геймплей
Игра не имеет ничего общего с оригинальной игрой. По сути, это игра по тому же фильму, но с другой механикой. Здесь в роли противников выступают не только солдаты, но и: амёбы, скорпионы, медузы, «невидимки» и «морские коньки». Хищник представлен в виде босса.

## Недостатки
Во многих видеокомментариях (как официальных, так и фанатских) выделяются многие минусы:
- Оружия изначально нет: герой дерётся врукопашную. Чтобы его найти, нужно потратить некоторое время.
- Враги двигаются лишь в пределах экрана и делают это автономно (если встать возле обрыва, противник просто побежит к игроку и упадёт в пропасть).
- Нет возможности бить в положении сидя, что не даёт шанса убить скорпиона врукопашную.
- Есть стены, которые можно взорвать гранатой. Но граната рушит лишь один блок, а попасть в другой бывает трудно (прорывается туннель, куда граната не долетает).
- Из-за автономного движения противников очень трудно убить врага гранатой.
- Твёрдой является только «крыша» платформы (значит, можно сорваться, просто идя в стену).
- Платформы расположены слишком далеко, что является проблемой при прохождении.